# Meppen
Meppen – miasto powiatowe i jednocześnie gmina samodzielna (niem. Einheitsgemeinde) w niemieckim kraju związkowym Dolna Saksonia, siedziba powiatu Emsland. 

## Charakterystyka
Liczy ok. 34,8 tys. mieszkańców.
W mieście znajduje się stacja kolejowa Meppen.

## Współpraca
- Ostrołęka, Polska